# أكرم خان (مصمم رقص)
أكرم خان (بالإنجليزية: Akram Khan)‏ (و. 1974  م) هو مصمم رقص، وراقص، ومخرج مسرحي، ومؤدي، ومؤلف، ومبدع بريطاني، ولد في ويمبلدون.

## التعليم
تعلم في جامعة دي مونتفورت.

## جوائز
حصل على جوائز منها:
- نيشان الفنون والآداب من رتبة قائد (17 يناير 2013)[5]
- جائزة المنافسة العامة  [لغات أخرى]‏ (1946)

## وصلات خارجية
- أكرم خان على موقع IMDb (الإنجليزية)
- أكرم خان على موقع مونزينجر (الألمانية)
- أكرم خان على موقع ميوزك برينز (الإنجليزية)
- أكرم خان على موقع قاعدة بيانات الفيلم (الإنجليزية)